# Plumarella
Plumarella is een geslacht van neteldieren uit de klasse van de Anthozoa (bloemdieren).

## Soorten
- Plumarella abietina (Studer, 1894)
- Plumarella aculeata Cairns & Bayer, 2004
- Plumarella acuminata Kinoshita, 1908
- Plumarella adhaerans Nutting, 1912
- Plumarella alba Kinoshita, 1908
- Plumarella aleutiana Cairns, 2011
- Plumarella alternata (Nutting, 1912)
- Plumarella aurea (Deichmann, 1936)
- Plumarella bayeri (Zapata-Guardiola & Lopez-González, 2010)
- Plumarella castellviae Zapata-Guardiola, López-González & Gili, 2013
- Plumarella circumoperculum Cairns, 2010
- Plumarella delicatissima Wright & Studer, 1889
- Plumarella dentata Thomson & Russell, 1910
- Plumarella diadema (Cairns, 2006)
- Plumarella dichotoma Cairns & Bayer, 2004
- Plumarella dofleini Kükenthal & Gorzawsky, 1908
- Plumarella echinata Cairns, 2011
- Plumarella flabellata Versluys, 1906
- Plumarella gracilis Kinoshita, 1908
- Plumarella hapala Cairns, 2011
- Plumarella laevis Thomson & Mackinnon, 1911
- Plumarella lata Kükenthal & Gorzawsky, 1908
- Plumarella laxiramosa Cairns & Bayer, 2004
- Plumarella longispina Kinoshita, 1908
- Plumarella nuttingi Cairns, 2011
- Plumarella pellucida Cairns & Bayer, 2004
- Plumarella penna (Lamarck, 1815)
- Plumarella pourtalesii (Verrill, 1883)
- Plumarella profunda Cairns, 2011
- Plumarella recta (Nutting, 1912)
- Plumarella rigida Kükenthal & Gorzawsky, 1908
- Plumarella robusta Cairns, 2011
- Plumarella spicata Nutting, 1912
- Plumarella spinosa Kinoshita, 1907
- Plumarella superba (Nutting, 1912)
- Plumarella undulata (Zapata-Guardiola & Lopez-González, 2010)